# Zuzana Mauréry
Zuzana Mauréry (* 23. září 1968 Bratislava) je slovenská herečka a zpěvačka.

## Kariéra
V roce 1990 ukončila studium herectví na Vysoké škole múzických umění v Bratislavě pod vedením Martina Huby. Hereckou kariéru pak zahájila v Radošinském naivním divadle, kde vytrvala do roku 2000. Účinkovala zde v inscenacích Ženské oddělení, Dělostřelci na měsíci, Konečná stanice či Soupis dravců. Současně hrála i v dalších bratislavských divadlech. Ztvárnila např. Pierette v 8 ženách v režii Roman Polák na Nové scéně (premiéra r. 2003), Gertrudu v Hamletovi v režii Antona Šulíka v Divadle Aréna (2003), Maďarku v Sekretárkach na Malé scéně Slovenského národního divadla (2002) nebo Milenu Jesenskou v baletním představení Ondreje Šotha a Michala Ničíka Franz Kafka: Svetlo v tme v SND (1992).
Od roku 2000 se výrazně začala věnovat muzikálům na Slovensku i v České republice jako umělkyně na volné noze. Vynikla např. Nové scéně v Bratislavě v Lasicově muzikálu Někdo to rád horké (2000) a tamtéž za úlohu Rony v Gombárově inscenaci Vlasů (2003) získala Cenu Literárního fondu. V Městském divadle Brno hrála roli Felicie v muzikálové komedii Čarodějky z Eastwicku.
Na 51. ročníku Mezinárodního filmového festivalu Karlovy Vary získala Cenu za nejlepší herecký výkon za roli ve filmu Jana Hřebejka Učitelka.

## Role v Městském divadle Brno
- Soulgirl / Herodes / chór – Jesus Christ Superstar (koncertní verze v anglickém jazyce)
- Madame Thénardier – Les Misérables (Bídníci)
- Šamanka – Balada o lásce (Singoalla)
- Felicie – Čarodějky z Eastwicku
- Queen Victoria, Miss Andrew, Miss Smythe – Mary Poppins

## Ocenění
- 2013 Český lev, nominace na nejlepší herečku ve vedlejší roli, film Colette, režie Milan Cieslar[10][11]
- 2014 Slnko v sieti, nejlepší herečka v hlavní roli, film Ďakujem, dobre, režie Matyas Prikler[12][13]
- 2016  MFF KV, nejlepší herečka v hlavní role, film Učitelka, režie Jan Hřebejk[14][15]
- 2016 Český lev, nominace na nejlepší herečku v hlavní roli, film Učitelka, režie Jan Hřebejk[10][11]
- 2016 Ceny české filmové kritiky, nominace za nejlepší herečku v hlavní roli, film Učitelka, režie Jan Hřebejk
- 2017 Slnko v sieti, nejlepší herečka v hlavní roli, film Učitelka, režie Jan Hřebejk[16]
- 2019 Slnko v sieti, nominace na nejlepší herečku v hlavní roli, film Tlumočník, režie Martin Šulík[17][18]
- 2020–2021 Slnko v sieti, nominace na nejlepší herečku ve vedlejší roli, film Muž se zaječíma ušima, režie Martin Šulík[19][20]
- 2021 Český lev, nominace na nejlepší herečku ve vedlejší roli, film Muž se zaječíma ušima, režie Martin Šulík[10][21]